# Mierzynek (województwo wielkopolskie)
Mierzynek – wieś w Polsce, położona w województwie wielkopolskim, w powiecie międzychodzkim, w gminie Międzychód. 
Wchodzi w skład sołectwa Mierzyn.
Do 2024 r. miejscowość była częścią wsi  Mierzyn. W latach 1975–1998 Mierzynek położony był w województwie gorzowskim.